# ダウンタウン物語 (1987年のテレビドラマ)
ダウンタウン物語（ダウンタウンものがたり）は、1987年10月6日-1988年3月22日まで毎日放送にて関西ローカルで放送された、吉本興業制作のテレビドラマ。　

## 概要・キャスト
- ダウンタウンの松本人志と浜田雅功の2人が、探偵との兼業で共同生活している、という設定である。
- 浜田の妻・小川菜摘とは、この共演で馴れ初める。
- 放送時間の関係で次回予告が省略され、視聴者は『TVガイド』関西版等の雑誌で確認するしかなかった。
- ジャニーズ事務所入所前の子役時代の堂本剛が、堂本直宏名義で浜田雅功の幼少期役として出演していた（『HEY!HEY!HEY!』2004年6月7日の放送と『水曜日のダウンタウン』2016年8月3日の放送で当番組の一部が放送された）。

- 小野みゆき（第1話～第8話）
- 南條玲子（第9話～第15話）
- 小川菜摘（第16話～第24話）
- 國村隼（バーテンさん）

## サブタイトル
- 第1話（1987年10月6日）「ダウンタウンファンの女の子が誘拐される」
- 第2話（1987年10月13日）「ダウンタウンのコンサート会場に爆弾が…」
- 第3話（1987年10月20日）「浜ちゃんの初恋の人が薬づけにされる」
- 第4話（1987年10月27日）「ダウンタウンと少年探偵団が活躍する」
- 第5話（1987年11月3日）「忍者の白影さんが事件に巻きこまれる」
- 第6話（1987年11月10日）「松ちゃんがスキャンダル写真を撮られる」
- 第7話（1987年11月17日）「ダウンタウンが2人の男の友情の橋渡しをする」
- 第8話（1987年11月24日）「大会社の社長の死に関する疑惑を調べるマラソン殺人」
- 第9話（1987年12月1日）「ダウンタウンファンが集団で誘拐され仕事がなくなる」
- 第10話（1987年12月8日）「小さな会社の社長にまんまとだまされる」
- 第11話（1987年12月15日）「松ちゃんが殺人事件の犯人にされる」
- 第12話（1987年12月22日）「ダウンタウンが暴力団にギャフンといわせる」
- 第13話（1988年1月5日）「バーテンさんと松ちゃんが結婚サギでだまされる」
- 第14話（1988年1月12日）「浜ちゃんが絵画泥棒に監禁される」
- 第15話（1988年1月19日）「大学入試問題が横流しされる」
- 第16話（1988年1月26日）「芸能プロ所属の女の子が次々と売りとばされる」
- 第17話（1988年2月2日）「サッカー部で次々と奇妙な出来事が起こる」
- 第18話（1988年2月9日）「バレンタインチョコの箱に宝石が入っている」
- 第19話（1988年2月16日）「絵本のセールスマンがライフルを持って復讐する」
- 第20話（1988年2月23日）「岡けん太くんの恋人が殺される」
- 第21話（1988年3月1日）「ダウンタウンが吸血鬼と対決する」
- 第22話（1988年3月8日）「強盗にオカモチを奪われる」
- 第23話（1988年3月15日）「モッコロイド星人が地球にやってくる」
- 第24話（1988年3月22日）「モッコロイド星人の父も地球にやってくる」